# Florence Howe
Florence Rosenfeld Howe (Brooklyn, 17 marzo 1929 – New York, 12 settembre 2020) è stata una scrittrice e storica statunitense, considerata una delle leader del movimento femminile contemporaneo.

## Biografia
Nata a Brooklyn, New York, il 17 marzo 1929, Florence Howe era la figlia di Samuel, un tassista, e di Frances Stilly Rosenfeld, una contabile.  La madre ha incoraggiato sua figlia a intraprendere la carriera di insegnante.
Nel 1943, Howe entrò nella Hunter College High School altamente selettiva di New York City. È stata una delle sole cinque giovani donne di Brooklyn a farlo. Si è diplomata presto al liceo e ha frequentato l'Hunter College. Diverse persone la incoraggiarono a seguire corsi di laurea in lettere e a diventare professoressa universitaria. Dopo essersi laureata in inglese nel 1950 presso l'Hunter College, Howe entrò nello Smith College conseguendo un master in inglese nel 1951. Nel 1954, Howe frequentò l'Università del Wisconsin, dedicandosi alla storia dell'arte e alla letteratura. Ricevette un dottorato honoris causa dalla DePauw University nel 1987.

## Carriera
Nel 1960, Howe fu impiegata come assistente professore nel dipartimento di inglese presso un college femminile privato, il Goucher College, con sede nel Maryland.  Insegnò ai bambini afroamericani in una "scuola per la libertà" ("Freedom School") del Mississippi nel 1964 e presiedette la commissione della Modern Language Association sullo status delle donne nella professione. Nel 1964, il libro di Howe, Myths of Coeducation, conteneva uno dei suoi saggi intitolato "Mississippi Freedom Schools: the Politics of Education". Nel 1965, il saggio fu pubblicato sulla Harvard Education Review. Questo saggio scritto da Howe spiega il suo viaggio nel femminismo e come sia stata in grado di mettere in relazione questioni come l'istruzione, la razza e la politica all'interno del femminismo.
Nel 1967 firmò una dichiarazione pubblica in cui dichiarava la sua intenzione di rifiutarsi di pagare le tasse sul reddito per protestare contro la guerra degli Stati Uniti contro il Vietnam. Nel 1970, Howe fondò The Feminist Press, "un'organizzazione educativa senza scopo di lucro creata per promuovere i diritti delle donne e amplificare le prospettive femministe". L'organizzazione pubblicò tre libri nel 1973. Quell'anno, Howe fu eletta presidente della Modern Language Association. Dal 1972 al 1982, Florence Howe collaborò alla redazione della rivista Women's Studies Quarterly.
Nel 1977, Florence Howe ricevette un dottorato honoris causa in lettere umane dal New England College. Nel 1979, ebbe un altro dottorato honoris causa in lettere umane, conferito dallo Skidmore College. Florence Howe fu responsabile della co-editing di vari pezzi di letteratura nel corso degli anni, come “With Wings: An Anthology of Literature By and About Disabled Women" (1987); "Tradizioni e talenti delle donne" (1991); "Niente più maschere" (1993). Nel 1982, pubblicò Feminist Scholarship: The Extent of the Revolution, un articolo di giornale in cui scrisse delle sue scoperte con il femminismo nell'istruzione superiore. Nel 1987, Howe lavorò come professore di scienze umane al SUNY.
Florence Howe morì il 12 settembre 2020 a New York City, all'età di 91 anni. Viveva nell'Upper West Side a Manhattan e riceveva cure ospedaliere per la malattia di Parkinson.

## Vita privata
Howe si sposò tre volte negli anni '50 -'60 e prese il cognome di uno dei suoi mariti, Ed Howe. Sposò Paul Lauter negli anni '60 e divorziò da lui nel 1987.
Nel 1964, mentre viveva a Baltimora, Florence Howe si recò a Jackson, Mississippi, come volontaria per la Freedom Summer e fu incaricata di insegnare in una Freedom School per bambini neri. Lì incontrò una ragazza di 16 anni, Alice Jackson, che si recò con lei a Baltimora e Florence divenne la sua seconda madre, anche se l'adozione non fu mai formalizzata.
Howe non ebbe figli suoi, e le sopravvissero Jackson, i suoi due figli e quattro nipoti, che si riferivano a Florence Howe come Baba.

## Il Florence Howe Award
In suo onore il Florence Howe Award per la borsa di studio femminista del Women's Caucus for the Modern Languages. Si tratta di una borsa di studio femminista annuale assegnata a due eccezionali saggi di membri del Women's Caucus, uno nell'inglese e nella lingua straniera. Gli autori ricevono 250 dollari ad una manifestazione.

## Opere selezionate

### Libri
- (con Ahlum Carol), Female studies: collected by the Commission on the Status of Women of the Modern Language Association, Pittsburgh, Know Inc. 1970 ISBN 9780912786025
- (con Lauter Paul), The conspiracy of the young, New York, World Publishing Co. 1970
- No more masks!: an anthology of twentieth-century American women poets, New York, Harper Perennial, 1973 ISBN 9780060552626
- Women and the power to change, New York, McGraw-Hill, 1975 ISBN 9780070101241
- Seven years later: women's studies programs in 1976. A report of the National Advisory Council on Women's Educational Programs, Washington D.C., National Advisory Council on Women's Educational Programs, 1977
- (con Lauter Paul), The women's movement: impact on the campus and curriculum, Washington D.C., American Association for Higher Education, 1978
- (con Hoffman Nancy), Women working: an anthology of stories and poems, Old Westbury, New York, The Feminist Press, 1979 ISBN 9780912670577
- (con Lauter Paul), The impact of women's studies on the campus and the disciplines, Washington D.C., U.S. Department of Health, Education, and Welfare, National Institute of Education, Program on Teaching and Learning, 1980
- (con Howard Suzanne; Boehm Strauss Mary Jo), Everywoman's guide to colleges and universities: an educational project of the Feminist Press, Old Westbury, New York, The Feminist Press, 1982 ISBN 9780935312096
- Myths of coeducation: selected essays, 1964–1983, Bloomington, Indiana, Indiana University Press, 1984 ISBN 9780253203397
- (con Saxton Marsha), With wings: an anthology of literature by and about women with disabilities, New York, The Feminist Press, 1987 ISBN 9780935312614
- (con Faragher John Mack), Women and higher education in American history. Essays from the Mount Holyoke College Sesquicentennial Symposia, New York, W. W. Norton & Company, 1988 ISBN 9780393025019
- Tradition and the talents of women, Urbana, Illinois, University of Illinois Press, 1991 ISBN 9780252016851
- (con Casella Jean), Almost touching the skies: women's coming of age stories, New York, The Feminist Press, 2000 ISBN 9781558612341
- (introduzione di Mari Jo Buhle), The politics of women's studies: testimony from thirty founding mothers, New York, The Feminist Press, 2000 ISBN 9781558612419
- A life in motion, New York, The Feminist Press, 2011 ISBN 9781558616974
- (introduzione di Mari Jo Buhle), "Learning from teaching". The politics of women's studies: testimony from thirty founding mothers, New York, The Feminist Press, 2000 ISBN 9781558612419